# قائمة أنواع السيسبان
يوجد عدة أنواع من جنس السيسبان:	
- سيسبان أرجواني داكن (الاسم العلمي: Sesbania atropurpurea)
- سيسبان أغبس (الاسم العلمي: Sesbania fusca)
- سيسبان بنثامياني (الاسم العلمي: Sesbania benthamiana)
- سيسبان بيروفي (الاسم العلمي: Sesbania peruviana)
- سيسبان ثنائي الأشواك (الاسم العلمي: Sesbania bispinosa)
- سيسبان جاوي (الاسم العلمي: Sesbania javanica)
- سيسبان جنوبي (الاسم العلمي: Sesbania australis)
- سيسبان جنوبي (الاسم العلمي: Sesbania notialis)
- سيسبان حريري (الاسم العلمي: Sesbania sericea)
- سيسبان خشن (الاسم العلمي: Sesbania exasperata)
- سيسبان درموندي (الاسم العلمي: Sesbania drummondii)
- سيسبان دوميري (الاسم العلمي: Sesbania dummeri)
- سيسبان رمادي (الاسم العلمي: Sesbania cinerascens)
- سيسبان سوداني (الاسم العلمي: Sesbania sudanica)
- سيسبان سيسباني (الاسم العلمي: Sesbania sesban)
- سيسبان شكيل (الاسم العلمي: Sesbania formosa)
- سيسبان صومالي (الاسم العلمي: Sesbania somaliensis)
- سيسبان طويل الأوراق (الاسم العلمي: Sesbania longifolia)
- سيسبان غرينواي (الاسم العلمي: Sesbania greenwayi)
- سيسبان غوتزاي (الاسم العلمي: Sesbania goetzei)
- سيسبان غوياني (الاسم العلمي: Sesbania guianensis)
- سيسبان قصير الثمار (الاسم العلمي: Sesbania brachycarpa)
- سيسبان كبير الأزهار (الاسم العلمي: Sesbania grandiflora)
- سيسبان كروي البذور (الاسم العلمي: Sesbania sphaerosperma)
- سيسبان لبدي (الاسم العلمي: Sesbania tomentosa)
- سيسبان مارتي (الاسم العلمي: Sesbania martii)
- سيسبان ماني (الاسم العلمي: Sesbania mannii)
- سيسبان محمر (الاسم العلمي: Sesbania erubescens)
- سيسبان مدغشقري (الاسم العلمي: Sesbania madagascariensis)
- سيسبان مزرق (الاسم العلمي: Sesbania coerulescens)
- سيسبان مصري (الاسم العلمي: Sesbania aegyptiaca)
- سيسبان معقوف (الاسم العلمي: Sesbania hamata)
- سيسبان منثني الثمار (الاسم العلمي: Sesbania campylocarpa)
- سيسبان منقط (الاسم العلمي: Sesbania punctata)
- سيسبان نحيل (الاسم العلمي: Sesbania gracilis)
- سيسبان هاكي (الاسم العلمي: Sesbania hockii)
- سيسبان هاواي (الاسم العلمي: Sesbania hawaiiensis)
- سيسبان هندي (الاسم العلمي: Sesbania indica)
- سيسبان هوبدي (الاسم العلمي: Sesbania hobdyi)
- سيسبان هيبيري (الاسم العلمي: Sesbania hepperi)
- (الاسم العلمي: Sesbania affinis)
- (الاسم العلمي: Sesbania atollensis)
- (الاسم العلمي: Sesbania brevipedunculata)
- (الاسم العلمي: Sesbania cannabina)
- (الاسم العلمي: Sesbania cassioides)
- (الاسم العلمي: Sesbania chippendalei)
- (الاسم العلمي: Sesbania concolor)
- (الاسم العلمي: Sesbania dalzielii)
- (الاسم العلمي: Sesbania emerus)
- (الاسم العلمي: Sesbania ferruginea)
- (الاسم العلمي: Sesbania geminiflora)
- (الاسم العلمي: Sesbania herbacea)
- (الاسم العلمي: Sesbania hildebrandtii)
- (الاسم العلمي: Sesbania hirtistyla)
- (الاسم العلمي: Sesbania keniensis)
- (الاسم العلمي: Sesbania laevigata)
- (الاسم العلمي: Sesbania leptocarpa)
- (الاسم العلمي: Sesbania macowaniana)
- (الاسم العلمي: Sesbania macrantha)
- (الاسم العلمي: Sesbania macroptera)
- (الاسم العلمي: Sesbania marchionica)
- (الاسم العلمي: Sesbania melanocaulis)
- (الاسم العلمي: Sesbania microphylla)
- (الاسم العلمي: Sesbania muricata)
- (الاسم العلمي: Sesbania oligosperma)
- (الاسم العلمي: Sesbania pachycarpa)
- (الاسم العلمي: Sesbania paucisemina)
- (الاسم العلمي: Sesbania paulensis)
- (الاسم العلمي: Sesbania procumbens)
- (الاسم العلمي: Sesbania punicea)
- (الاسم العلمي: Sesbania quadrata)
- (الاسم العلمي: Sesbania rogersii)
- (الاسم العلمي: Sesbania rostrata)
- (الاسم العلمي: Sesbania simpliciuscula)
- (الاسم العلمي: Sesbania sinuo-carinata)
- (الاسم العلمي: Sesbania sonorae)
- (الاسم العلمي: Sesbania speciosa)
- (الاسم العلمي: Sesbania stricta)
- (الاسم العلمي: Sesbania subalata)
- (الاسم العلمي: Sesbania tchadica)
- (الاسم العلمي: Sesbania tetragona)
- سيسبان رباعي الأجنحة (الاسم العلمي: Sesbania tetraptera)
- (الاسم العلمي: Sesbania thurberi)
- (الاسم العلمي: Sesbania transvaalensis)
- (الاسم العلمي: Sesbania triflora)
- (الاسم العلمي: Sesbania uliginosa)
- (الاسم العلمي: Sesbania virgata)
- (الاسم العلمي: Sesbania wildemanii)